# Sorbolo
Sorbolo (Sòrbol in dialetto parmigiano, Sòrbel in dialetto locale) è stato un comune italiano di 9 571 abitanti e una superficie di 39,33 km² della provincia di Parma, parte dell'Unione Bassa Est Parmense, precedentemente Unione di Sorbolo e Mezzani, di cui era capoluogo.
Dal primo gennaio 2019 ha dato vita, assieme al comune di Mezzani, al nuovo comune di Sorbolo Mezzani, del quale è sede comunale.

## Geografia fisica
Distante 12 km dal capoluogo Parma e posto sul lato sinistro del torrente Enza che costituisce il confine della provincia di Parma con la provincia di Reggio Emilia, è attraversato dalla SS 62 della Cisa.
Sorbolo fa parte dell'area della provincia denominata Bassa parmense.

### Idrografia
Dal punto di vista idraulico, sono da segnalare i numerosi canali artificiali che attraversano il territorio sorbolese, tra cui spiccano i canali (o cavi) Gambalone, Naviglio-Terrieri, Fumolenta e Parmetta; quest'ultimo, lambendo la frazione di Coenzo, segna il confine tra il comune di Sorbolo e quello di Mezzani. Tutti e quattro i corsi d'acqua sono affluenti di sinistra dell'Enza, monitorati dalla competente autorità di bacino (AdBPO).

## Origini del nome
La toponomastica ufficiale concorda nel vedere l'origine del nome come fitonimo, derivante dal latino Sorbus, e cioè il nome dell'albero da frutto detto sorbo, con il suffisso –ulus. Nell'antichità la pianta del sorbo era molto presente in zona mentre oggi in Emilia-Romagna è poco diffusa ed è tutelata come antico albero da frutto autoctono.

## Storia
Le tracce più antiche di insediamento umano nel territorio di Sorbolo risalgono al periodo protostorico delle terramare (XVII-XIII secolo a.C.) rinvenute presso le frazioni di Coenzo e Casaltone. Tracce di insediamenti dell'età del ferro sono invece stati rinvenuti presso Ramoscello.
Con la deduzione della colonia di Parma nel 183 a.C., anche Sorbolo entrò a far parte dell'Impero Romano. Il territorio venne centuriato in proprietà agricole facenti capo ad una villa rustica, dove si potevano anche produrre vasellame e oggetti di ferro e bronzo. L'area di Sorbolo era il crocevia dei commerci e delle comunicazioni tra Parma e l'importante centro romano di Brixellum, oggi Brescello.
Ancora oggi la zona di Ramoscello, assieme alla contigua area di Pedrignano nel comune di Parma, preserva ancora gran parte della centuriazione romana. Negli anni '50 venne scoperto nell'orto della canonica un cippo di età imperiale dedicato a tale Vitor Arniense, appartenente ad una tribù ben documentata a Brescello. Il cippo era stato riutilizzato come pietra di fondazione nel XVII secolo, come testimonierebbe una seconda iscrizione frammentaria databile a quest'epoca..
In seguito alla caduta di Roma, i campi furono progressivamente abbandonati. Solo secoli dopo l'attività di bonifica riprese grazie all'opera dei monasteri della zona. Alcuni toponimi riportano ancora alla memoria antichi boschi: Ramoscello e Frassinara, nonché ovviamente Sorbolo.
Sorbolo è citata per la prima volta nell'835 in un atto con il quale la regina Cunegonda conferisce Sorbulo al monastero di Sant'Alessandro di Parma.
L'attività monastica si fa particolarmente intensa tra i secoli X e XVI, periodo durante il quale operano sul territorio del comune i monasteri di San Giovanni Evangelista, di Sant'Uldarico e dell'Abbazia Cistercense di San Martino dei Bocci.
Altra importante attività monastica a Sorbolo è quella ospedaliera: San Macario a Chiozzola, l'Ospizio di San Leonardo della Formicola a Ramoscello (fino al XVI secolo) e l'Ospedale della Scolopia, costruito dai frati ospedalieri presso il ponte dell'Enza nel 1170.
Il potere politico era invece rappresentato dalle caseforti (a Ramoscello e a Frassinara), ma soprattutto dai ponti fortificati di Coenzo e di Sorbolo.
Con la creazione del Ducato di Parma inizia l'età farnesiana (1545-1731) durante la quale il potere monastico è progressivamente sostituito da quello borghese e nobiliare. Diverse famiglie sono investite di titoli nobiliari e di beni nel territorio di Sorbolo: i Calvi (a Coenzo), i Campori-Menafoglio, i Gruppini (che lasciano il nome alla principale via centrale di Sorbolo) e dei Lalatta.
Nel 1801 il Ducato di Parma viene annesso alla Francia napoleonica e con esso Sorbolo il quale diventa Comune nel 1806 (il primo sindaco è Giovan Battista Pinetti). Due anni dopo viene realizzata la prima scuola.
Durante la seconda metà del XIX secolo la progressiva industrializzazione dell'economia porta alla nascita di società di mutuo soccorso: degli artigiani (1864), cooperativa di previdenza (1885), dei lavoranti (1891), di mutuo soccorso a Coenzo (1893). Quest'ultima tra l'altro disponeva di una biblioteca e organizzava corsi scolastici serali.
Lo sviluppo dell'economia comporta quindi la crescita demografica di alcune frazioni, ma soprattutto del capoluogo.
Nel 1964 cedette la borgata di Quadra Cantarano al Comune di Mezzani.

### Movimento partigiano
Alla causa partigiana diedero il loro contributo anche alcune centinaia di giovani del paese che, insieme ad altri volontari provenienti dalla Bassa parmense e reggiana, furono inquadrati nella 7/a Brigata S.A.P. "Julia", ufficialmente istituita in data 7 marzo 1945. Essa operò principalmente nella zona della Val Parma dove fu impiegata per la difesa dello schieramento partigiano dislocato a monte; la Brigata ebbe anche il compito di intralciare, mediante azioni di sabotaggio, i movimenti nemici lungo la Strada Nazionale della Cisa nonché di raccogliere informazioni ed aiuti dalle zone della Bassa. Tra il 6 ed il 13 aprile 1945 un distaccamento della 7/a "Julia" fu inoltre impiegato per un'ardita azione di sabotaggio che portò, tra l'altro, alla definitiva inservibilità del ponte sull'Enza, obiettivo di importanza strategica. Per tale motivo, alla pattuglia responsabile dell'azione fu tributato un "encomio solenne" da parte del Comando partigiano.

### Casati nobiliari legati a Sorbolo
A Sorbolo sono legati, in ragione della presenza di terreni e ville di loro proprietà in paese e nelle frazioni, i nomi di alcune famiglie nobili non solo del Parmense, ma anche del Modenese (Marchesi Campori-Menafoglio):
- Conti Calvi di Coenzo;
- Conti Crescini-Malaspina;
- Marchesi Campori-Menafoglio;
- Conti Garbarini;
- Nobili Godi-Tedeschi;
- Conti Garimberti;
- Conti Gruppini, cui oggi è dedicata una via;
- Marchesi Lalatta, cui oggi è dedicata una piazza;
- Conti Torelli.

### Simboli

#### Stemma
Il Comune aveva un proprio gonfalone e un proprio stemma, già storicamente in uso così descritto:
(Stemma, Art. 12, Capo III, Statuto Comunale)
Lo stemma era stato ufficializzato nel 1930 tramite Regio Decreto. Due i simboli contenuti: il ponte sull'Enza a sinistra e una pianta di sorbo a destra. Il ponte, di fondamentale importanza per la vita di questo paese, per molto tempo ha rappresentato un vero e proprio confine; mentre il simbolo del sorbo e la base verde dello stemma stanno ad indicare la prevalente attività agricola che contraddistingueva all'epoca Sorbolo.

## Monumenti e luoghi d'interesse

### Architetture religiose

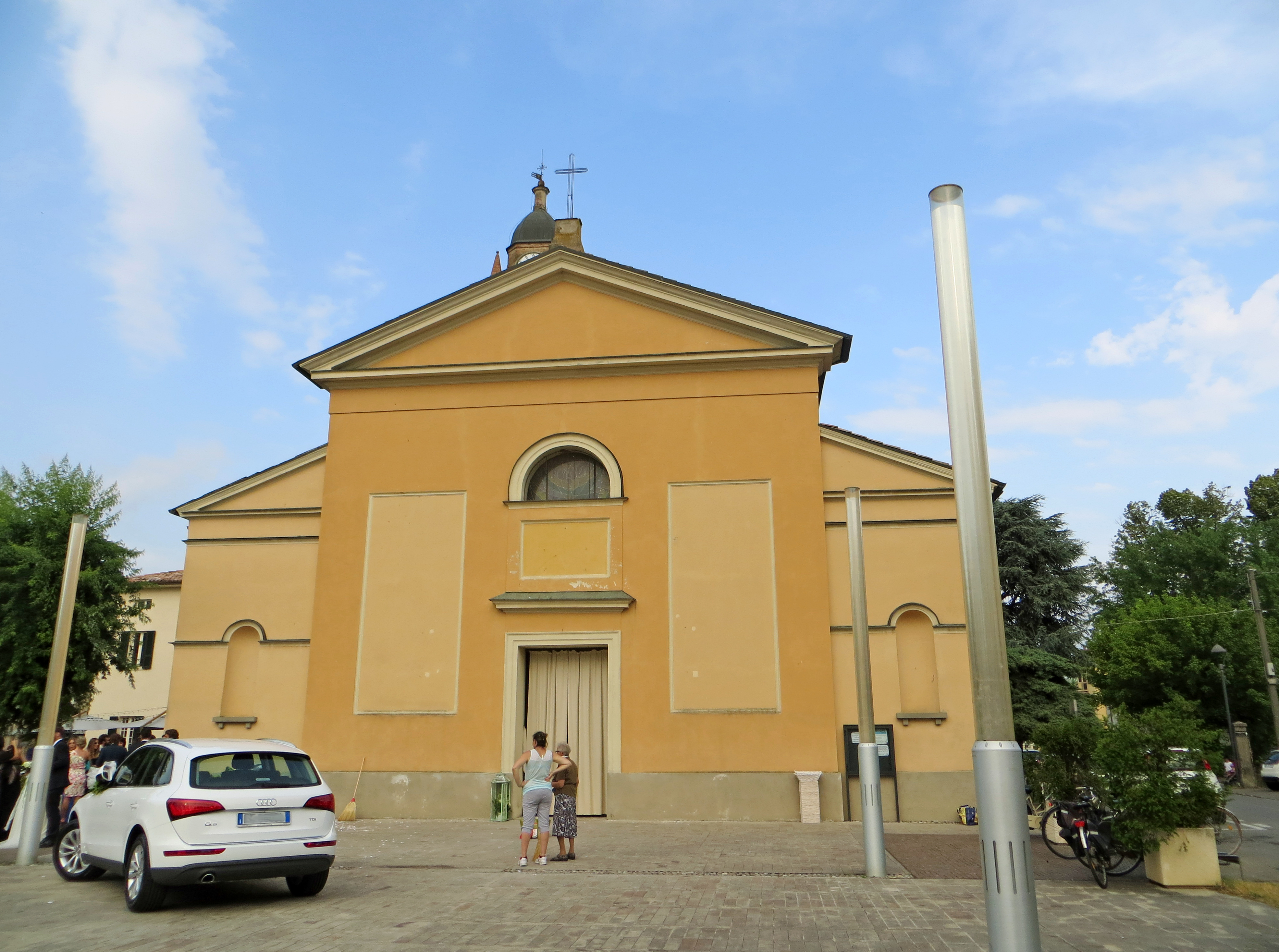
Chiesa dei Santi Faustino e Giovita
Essa è menzionata per la prima volta in un rogito notarile dell'835. Pesantemente danneggiato dal terremoto del 1831, l'edificio subì una radicale ristrutturazione in seguito alla quale assunse l'attuale aspetto neoclassico. Restauri effettuati dopo il terremoto del 1971 hanno riportato alla luce, in corrispondenza dell'abside, tracce di una preesistente ecclesia romanica. L'interno, a tre navate, consta di sei altari laterali, oltre a quello maggiore. Di particolare pregio storico-artistico è l'ottocentesco organo Serassi, recentemente restaurato. Gli altari sono ornati da alcuni dipinti di scuola parmigiana (come la pala dell'altare maggiore raffigurante il Martirio dei SS. Faustino e Giovita, opera di Giuseppe Peroni del 1748) e bolognese (Assunzione), risalenti ai secoli XVII-XVIII.

### Architetture civili

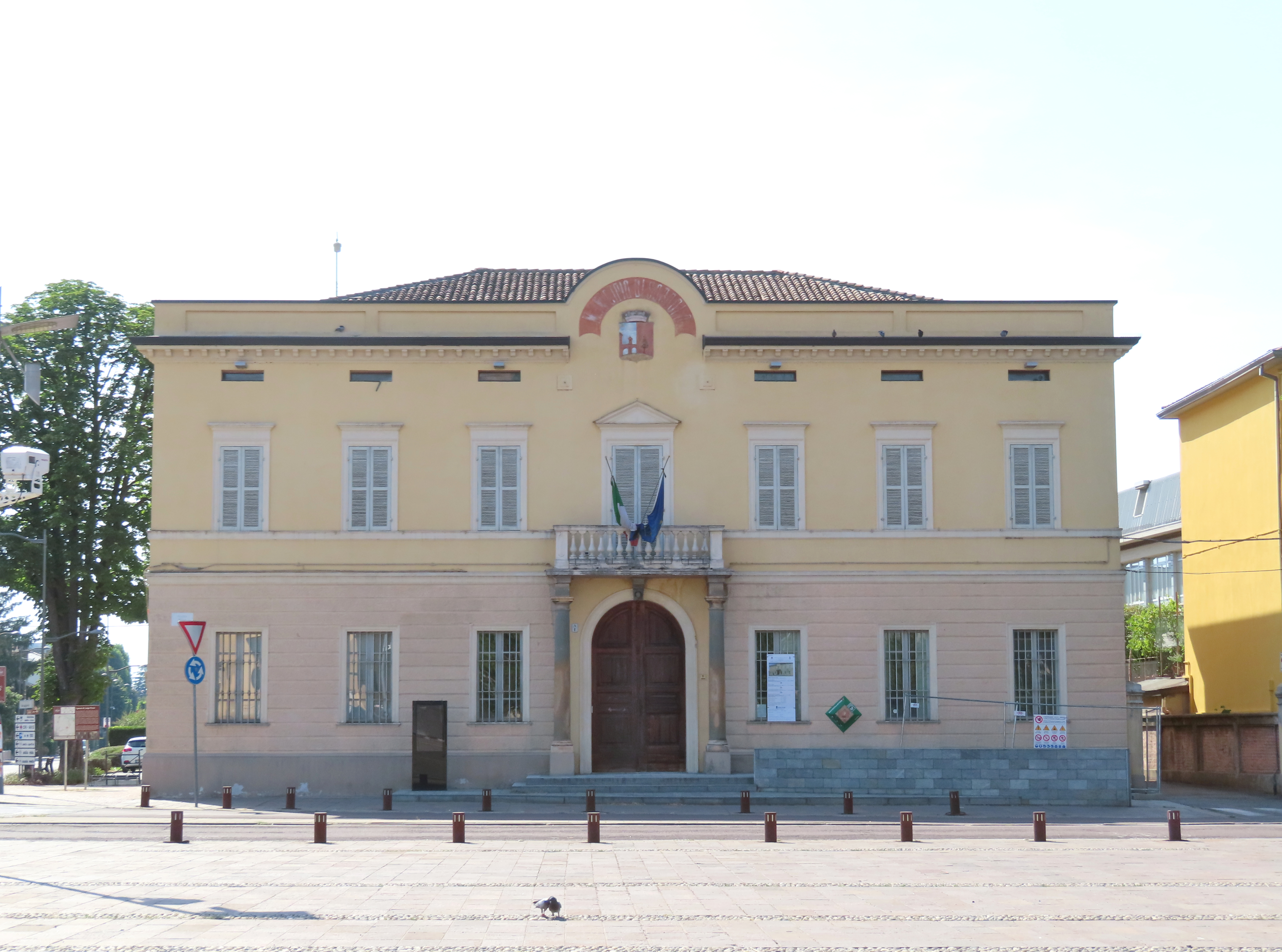
Palazzo comunale

- Palazzo Gruppini, nella via omonima. Risalente al XVII secolo.
- Palazzo Campori-Menafoglio-Ferrari, prospiciente la stazione, in via Marconi. Fino al 1914 fu la residenza di villeggiatura dei marchesi Campori-Menafoglio di Modena, è oggi sede di una società. All'esterno si segnala un'armoniosa scalinata d'accesso e all'interno è presente una piccola cappella. Nel 1864 l'edificio fu teatro di una tragedia: a causa di un amore contrastato un militare e la sua fidanzata si suicidarono gettandosi nel pozzo della casa. La leggenda sorbolese vuole che il palazzo fosse in comunicazione tramite corridoio sotterraneo con l'antico mulino Mazzoli.
- Villa Dall'Olio-Fochi, sita in via Mantova e costruita ove un tempo sorgeva un antico ospizio dei frati ospedalieri di Altopascio, detti anche frati Pontieri.
- Villa Godi-Tedeschi conserva all'interno alcune decorazioni ad opera dell'artista parmigiano Paolo Toschi, cui è dedicato l'istituto di belle arti cittadino.
- Corte Pezzani, in via Gruppini. Pregevole esempio di fabbricato colonico della bassa parmense, è sede del Centro civico culturale comunale che ospita la biblioteca comunale, il centro sociale anziani, sale riunioni polivalenti (sala "Clivio" al piano terreno e sala "Adorni" al primo piano) e spazi espositivi. Nel cortile, durante il periodo estivo, è ospitata la rassegna cinematografica "Lo schermo in cortile" con proiezione delle pellicole di maggiore interesse della stagione precedente ad opera dell'associazione culturale "Officina Cineclub".
- Palazzo civico. Ai sensi dell'art. 11 dello Statuto comunale, "il Comune ha sede legale (sic) nel palazzo civico, ubicato in Piazza della Libertà, n. 1, nel capoluogo." Progettato nel 1899 dall'ing. Superchi, l'appalto fu vinto dalla "cooperativa di lavoro" di Sorbolo; i lavori per la costruzione durarono dalla primavera 1899 all'estate 1900 con un costo finale complessivo di 27 961 lire. La severa struttura su due livelli presenta un portone centrale rialzato, sovrastato da balcone. In epoca fascista furono apposte sulla facciata due lapidi, di cui una dedicata ai caduti della prima guerra mondiale (poi traslata e murata sulla facciata dell'Asilo Monumento in viale Rimembranze). Al di sotto delle finestre superiori furono incisi due aforismi del Duce ("Chi non è pronto a morire per la sua fede non è degno di professarla" e "Noi diciamo che solo Iddio può piegare la volontà fascista, gli uomini e le cose mai"), poi rimossi nel dopoguerra.

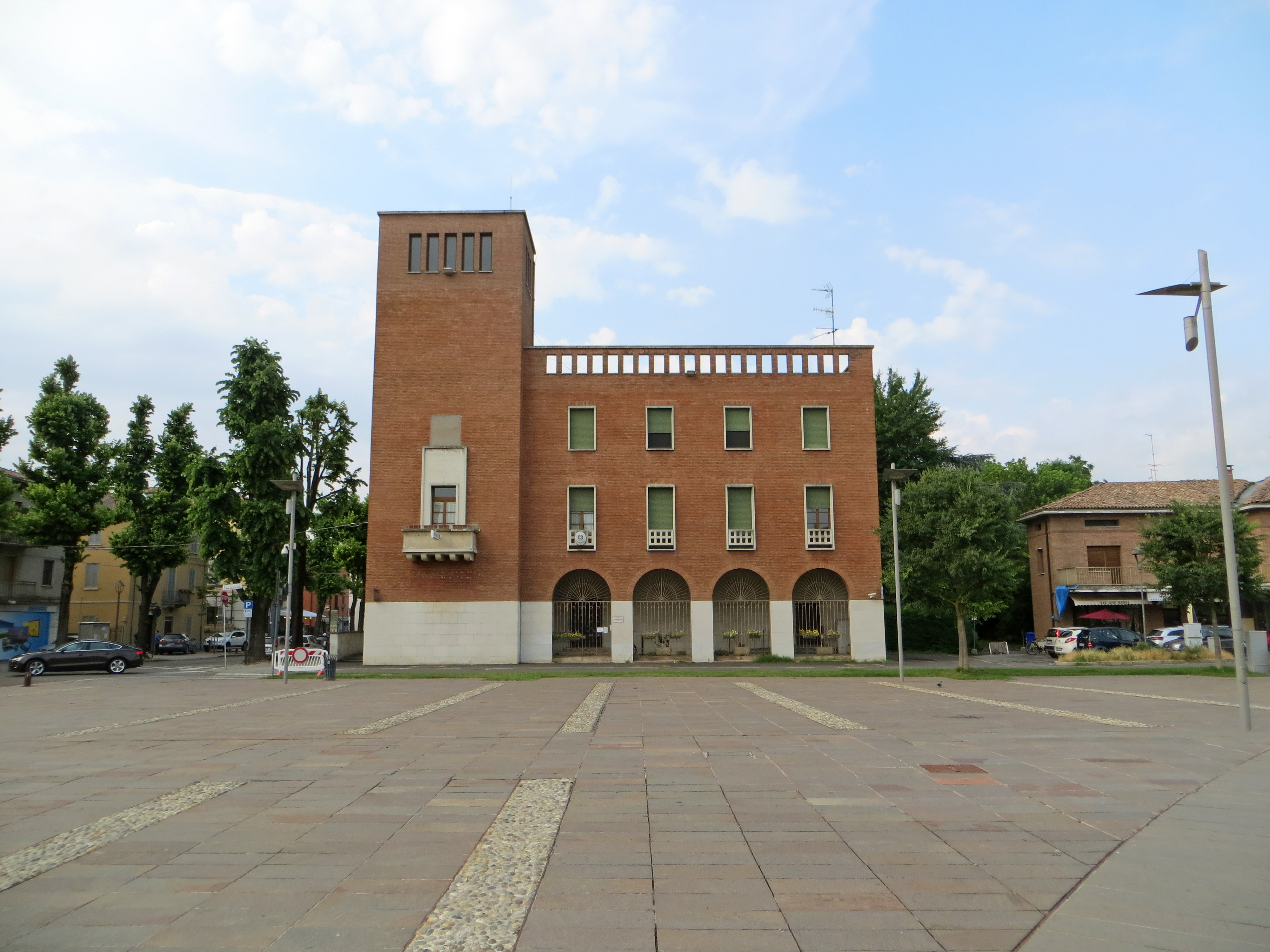
Caserma dei Carabinieri

- Caserma dei Carabinieri, in piazza Libertà. L'edificio, nel tipico stile littorio, fu costruito, con annessa palestra, sul finire degli anni '30 del '900 e ha ospitato dapprima la Casa del fascio "Arnaldo Mussolini", quindi, nel dopoguerra, fu sede della Casa del popolo e della Camera del lavoro. Infine, dalla metà degli anni '50, esso è sede della stazione sorbolese dell'Arma dei Carabinieri.
- Asilo Monumento, in viale Rimembranze. Fu costruito grazie alle donazioni e alle offerte di aziende e singoli cittadini e fu inaugurato il 4 novembre 1934. Dopo l'8 settembre 1943 fu adibito a sede del comando tedesco e per questa ragione fu colpito e completamente distrutto da un bombardamento alleato nel luglio 1944. Ricostruito ex novo nel secondo dopoguerra è tornato alla sua funzione primigenia di asilo d'infanzia parrocchiale. Fino all'inizio del XXI secolo il corpo docente è stato composto in prevalenza da suore appartenenti all'ordine delle Figlie di Maria missionarie[14].
- Cinema Teatro "Virtus", in via I Maggio. Il "Virtus" rappresenta l'unica (e l'ultima) sala cinematografica del paese, ospitata all'interno del salone parrocchiale polifunzionale. Lo schermo è di 45 m² con impianto audio monodigitale; la sala è capace di complessivi 150 posti a sedere di sola platea; le proiezioni, in seconda visione, avvengono generalmente nei soli week-end. La struttura è attrezzata altresì per ospitare rappresentazioni teatrali.

## Società

### Evoluzione demografica
Sono qui riportati gli abitanti del comune autonomo di Sorbolo dal 1861 al 2018, che comprendeva oltre alla frazione capoluogo anche quelle di Bogolese, Casaltone, Coenzo, Enzano, Frassinara, Ramoscello.
Abitanti censiti

## Infrastrutture e trasporti
Sorbolo è dotato di una propria stazione ferroviaria sulla linea Parma-Suzzara. Il paese è servito inoltre da due autolinee: esso è infatti capolinea dell'autobus 21 della parmigiana TEP che collega, a cadenza oraria, Sorbolo col capoluogo provinciale ed è dotato di alcune fermate sulla linea extraurbana 71 della società mantovana APAM che collega Parma con Viadana, passando per Brescello.

## Amministrazione

Posizione dell'ex comune di Sorbolo nella provincia di Parma

Di seguito è presentata una tabella relativa alle amministrazioni che si sono succedute nel comune prima della sua unione con Mezzani.
| Periodo        | Periodo          | Primo cittadino   | Partito | Carica  | Note   |
| -------------- | ---------------- | ----------------- | --- | ------- | ------ |
| 1946           | 1954             | Giancarlo Bertani | Partito Socialista Italiano | Sindaco | [ 16 ] |
| 1954           | 1957             | Umberto Garilesi  | Partito Socialista Italiano | Sindaco | [ 16 ] |
| 1957           | 1961             | Aldo Lambertini   | Partito Comunista Italiano | Sindaco | [ 16 ] |
| 1961           | 1973             | Otello Gerbella   | Partito Comunista Italiano | Sindaco | [ 16 ] |
| 1973           | 1975             | Lino Ceci         | Partito Socialista Italiano | Sindaco | [ 16 ] |
| 1975           | 1985             | Walter Reverberi  | Partito Comunista Italiano | Sindaco | [ 16 ] |
| 23 luglio 1985 | 23 luglio 1990   | Walter Reverberi  | Partito Comunista Italiano | Sindaco | [ 17 ] |
| 23 luglio 1990 | 31 gennaio 1992  | Giancarlo Gelmi   | Partito Comunista Italiano | Sindaco | [ 17 ] |
| 30 marzo 1992  | 24 aprile 1995   | Franco Picelli    | Partito Democratico della Sinistra | Sindaco | [ 17 ] |
| 24 aprile 1995 | 14 giugno 1999   | Massimo Iotti     | Partito Democratico della Sinistra - Democratici di Sinistra | Sindaco | [ 17 ] |
| 14 giugno 1999 | 14 giugno 2004   | Massimo Iotti     | Democratici di Sinistra | Sindaco | [ 17 ] |
| 14 giugno 2004 | 8 giugno 2009    | Franco Picelli    | lista civica di centro-sinistra Democratici Per Sorbolo | Sindaco | [ 17 ] |
| 8 giugno 2009  | 26 maggio 2014   | Angela Zanichelli | lista civica di centro-sinistra Democratici Per Sorbolo | Sindaco | [ 17 ] |
| 26 maggio 2014 | 31 dicembre 2018 | Nicola Cesari     | lista civica di centro-sinistra Democratici e Civici Per Sorbolo (coalizione con Partito Democratico e liste civiche di centro Volontà Sorbolese e di sinistra Patto Per Sorbolo) | Sindaco | [ 17 ] |

### Gemellaggi
- Viriat

## Sport
Sono presenti due società sportive: A.S.D. Sorbolo, A.C.D. Biancazzurra e Sorbolo Basket School, che hanno disputato campionati dilettantistici regionali. Dal 2020/21 è presente anche la società Sorbolo Skating ASD che promuove il pattinaggio in linea per bambini  e adulti (pattinaggio freestyle e rollerball).